# AsiaN (텔레비전 채널)
AsiaN(아시아앤)은 시네온티브이(주)가 운영하는 대한민국의 아시아 문화 콘텐츠 네트워크 TV 채널이다. 포청천 시리즈, 사극 및 무협 등 아시아 각 지역의 양질의 콘텐츠 제공에 주력하며, 아시아 문화를 전달하는 대표 채널을 표방하고 있다.

## 관련 채널
- AsiaUHD
- AsiaM
- A+Drama

## 연혁 및 연도별 프로그램
2009년
- 〈소림사전기 : 십삼곤승〉 등

2010년
- 〈포청천 칠협오의〉 등

2012년
- 〈삼국지〉, 〈신 황제의 딸〉, 〈장기중의 서유기〉, 〈소림사전기 : 대막영요〉 등

2014년
- 〈수호전〉, 〈난릉왕비〉, 〈1993 판관 포청천〉 등

2015년
- 〈건륭전기〉, 〈한무제〉, 〈남소림사〉, 〈옹정황제〉, 〈포청천 포공기안〉 등

2016년
- 〈붉은수수밭〉, 〈미인심계〉, 〈옹정황제의 여인〉, 〈전설로 남은 영웅, 이소룡〉, 〈상하이 1932 잔혹한 로맨스〉, 〈표문 : 지켜야 할 것〉, 〈적막공정춘욕만 : 황제의 봄〉, 〈송태조 조광윤〉, 〈포청천 2011〉 등

2017년
- 〈반요경성 1〉, 〈반요경성 2〉, 〈대당영요 : 사라진 황후〉, 〈대당영요 2〉, 〈미인천하〉, 〈궁쇄심옥〉, 〈우성룡 : 천하제일 청백리〉, 〈인도염장미〉, 〈신 협객행 2017〉, 〈비도우견비도〉, 〈나의 특별한 남자친구 : 이적기묘남우〉, 〈무적철교삼〉, 〈천룡팔부 2003〉, 〈신조협려 2006〉, 〈사조영웅전 2003〉, 〈대당유협전 2007〉, 〈신 의천도룡기 2009〉, 〈녹정기 2008〉 등

2018년
- 12월 26일 HCN서초방송 채널 론칭
- 〈심야식당 : 중국편〉, 〈계모비상천〉, 〈소림문도〉, 〈아적전반생〉, 〈친애적번역관〉, 〈호도현령정판교〉, 〈진시려인명월심 : 진시황의 여인〉, 〈포청천 개봉부전기〉, 〈소림사전기 장경각〉, 〈애정진화론〉, 〈쌍세총비〉 등

2019년
- KCTV제주방송 채널 론칭
- 〈진정령〉, 〈설산비호〉, 〈천하량전 : 충신 유통훈〉, 〈일천령일야〉, 〈포청천 포공출순〉, 〈니화아적경성시광 : 우리의 찬란한 시간〉, 〈표향검우〉, 〈사조영웅전 2008〉, 〈난세영웅여불위〉, 〈미인제조〉, 〈신 백낭자전기〉, 〈청설루〉, 〈서검은구록〉 등

2020년
- 7월 1일 LG헬로비전 채널 론칭

- 〈서검은구록 2002〉, 〈벽혈검〉, 〈소말아전기〉, 〈칠검하천산〉, 〈학려화정〉, 〈포청천 백옥당전기〉, 〈신탐적인걸 4 : 정화금인안〉, 〈천성지로〉, 〈대성괴〉, 〈육지금마〉, 〈수당연의〉, 〈신 맹룡과강〉, 〈취권〉 등

2021년
- 〈투라대륙〉, 〈양문여장〉, 〈소림사 : 난세영웅〉, 〈견자단의 정무문〉, 〈적룡의 신 포청천〉, 〈1995 판관 포청천〉, 〈호부전기〉, 〈신화〉, 〈양가장〉,  〈조조〉, 〈상양부〉, 〈초한교융〉, 〈대진제국 3〉, 〈마영정 1 : 상해탄〉 등

2022년
- 3월 29일 CCS 충북방송 채널 론칭

- 〈주생여고〉, 〈친애적오형〉, 〈마영정 2 : 영웅혈〉, 〈목계영괘수〉, 〈PTU 기동부대〉, 〈남소림 : 삼십육방〉, 〈남소림 : 방세옥〉, 〈허순순적다화운〉 등